# روكي خواريز
روكي خواريز (بالإنجليزية: Rocky Juarez)‏ مواليد 15 أبريل 1980 في هيوستن، هو ملاكم أمريكي يصنف ضمن فئة وزن الريشة. بدأ مسيرته الاحترافية في أغسطس 2008. شارك في دورة الألعاب الأولمبية الصيفية سنة 2000 وفاز فيها بالميدالية الفضية.

## إحصائيات
خاض خلال مسيرته 41 نزالا، فاز في 30 وتعادل في 1 وخسر في 10. فاز بالضربة القاضية في 20 نزالا.

## الميداليات
| الميدالية | المسابقة                       |
| --------- | ------------------------------ |
| فضية      | الألعاب الأولمبية الصيفية 2000 |

## روابط خارجية
- روكي خواريز على موقع بوكس ريك (الإنجليزية) (registration required)
- روكي خواريز على موقع أوليمبيديا (الإنجليزية)